# 八女市立矢部清流学園
八女市立矢部清流学園（やめしりつ やべせいりゅうがくえん）は、福岡県八女市矢部村にある公立の義務教育学校。
矢部中学校と矢部小学校を統合し、八女市で2校目の義務教育学校として開校した。

## 沿革
- 2020年（令和2年）
  - 4月1日 - 矢部中学校と矢部小学校を統合して開校。
  - 4月6日 - 10時から、開校式挙行[1]。但し、新型コロナウイルス感染拡大の影響で、在校生・教職員・市教育委員会関係者のみの出席となった。
  - 4月8日 - 第1回入学式挙行。最初の新入生は、1年生4名と7年生（中学1年生相当）5名の計9名。
- 2021年（令和3年）
  - 3月12日 - 第1回卒業証書授与式挙行。
  - 3月24日 - 最初の修了式挙行。

## 学区
前期課程
- 矢部（1区～6区）[2]

後期課程
- 前期課程と同じ区域[3]

## 周辺
- 福岡県道57号浮羽石川内線
- 国道442号
- 矢部川
  - やや離れた所には、旧矢部村中心部もある。

## アクセス
- 堀川バス羽矢線「石川内」バス停下車、すぐそば。